# Калене, Альфред
Альфред Калене (нем. Alfred Kalähne, иногда нем. Alfred Kalahne; 12 декабря 1874, Берлин — 1 февраля 1946, Шлезвиг) — немецкий физик, профессор Гданьского университета.

## Биография
Альфред Калене родился 12 декабря 1874 года в Берлине; он изучал физику в Гейдельбергском и Берлинском университетах. Во время учебы, в зимнем семестре 1893/1894 годов, он стал членом студенческого братства «Burschenschaft Teutonia Berlin». В 1898 году Калене написал и защитил диссертацию — стал кандидатом наук. Четыре года спустя, в 1902, в Гейдельберге он стал доктором наук, а в 1906 — профессором на кафедре физики в Гданьском университете.
В политическом плане Альфред Калене являлся членом данцигского отделения Немецкой народной партии (ННП). 11 ноября 1933 года он был среди более 900 ученых и преподавателей немецких университетов и вузов, подписавших «Заявление профессоров о поддержке Адольфа Гитлера и национал-социалистического государства». Баллотировался на выборах в ландстаг в 1935 году. В 1938 году, после ареста и убийства Курта Блафира (Kurt Blavier, 1886—1938), Альфреду Калене был предложен мандат в парламенте Данцига (Volkstag): из-за опасений перед национал-социалистами он мандат не принял. В конце Второй мировой войны, в 1945 году, семья Калане была вынуждена бежать из Данцига — переехала в Шлезвиг, где вскоре после этого, 1 февраля 1946, Альфред скончался.

## Работы
- Grundzüge der mathematisch-physikalischen Akustik / Teil 1, 1910.
- Grundzüge der mathematisch-physikalischen Akustik / Teil 2, 1913.

## Семья
Жена: Анна Калене (1878—1957) — член Немецкой национальной народной партии, депутат парламента Данцига (Volkstag) с 1920 по 1933 год; арестовывалась после прихода к власти национал-социалистов.